# Cella vinaria
Cella vinaria, è il termine usato in antichità per indicare il luogo sotterraneo adatto alla conservazione di liquidi e derrate per l'alimentazione.

## Storia
Negli templi pagani, epoca romana, possiamo identificare la cella con la parte più interna e chiusa, in cui era conservato il simulacro della divinità mentre, nelle antiche ville romane o meglio domus era la stanza dove si tenevano le anfore con il vino o meglio definite "doli". Naturalmente, un po' come nelle cantine di oggi non si conservava solo del vino ma anche granaglie, olio e altri prodotti a lunga conservazione. Sono arrivate fino a noi alcune celle vinarie perfettamente conservate. Da qui possiamo notare che le sistemiche progettuali sono più o meno le stesse nonostante alcune si trovino a Pompei, altre a Roma e altre ancora in Puglia. È certamente interessante rilevare che le dimensioni della cella vinaria, calcolate con la superficie, siano costanti riferito al numero di doli conservati. Questo può farci capire che le celle vinarie erano progettate con schemi ben precisi.

## Struttura della cella vinaria
Gli esempi giunti fino a noi sono numerosi, alcuni in ottime condizioni tanto da permetterci di avere un'idea più che precisa di come erano strutturate le celle vinarie o cellae vinariae di epoca romana. Le  misure massime verificate, sono di una cella vinaria di 39,70 × 25,50 metri e vi conteneva sessantadue dolia per vino e dodici di granaglie.
La descrizione aneddotica ci perviene direttamente da un Console romano del II secolo a.C. "Queste cantine o meglio celle vinarie traggono luce dal lato di settentrione e dal levante equinoziale; questa esposizione è scelta di preferenza affinché i raggi solari non possano, scaldando il vino, renderlo torbido e indebolirlo. Si ha cura che non ci siano vicini a questo luogo ne letame, ne radici di alberi, ne alcuna altra cosa fetida. Devono tenersi lontane anche le latrine, i forni, le fogne, le cisterne, i serbatoi, per paura che la loro vicinanza alteri o modifichi il gusto del vino comunicandogli un cattivo odore". Per il Console in questione non sarebbe sopportabile il fatto che qualcosa che può corrompere il suo vino si avvicini ai muri della cella vinaria, luogo quasi sacro ai benestanti romani.
Plinio il Vecchio racconta che un senatore romano pensò di divorziare dalla moglie perché era entrata in questo luogo in un momento in cui era "indisposta" come sono solite essere le donne, cosa che poteva, secondo lui, far inacidire i suoi preziosi vini. In certi casi venivano fatti profumare con la mirra, non solamente le anfore per dare buon gusto al vino, ma anche il locale completo. Alcune grosse celle vinaria riuscivano a raccogliere fino a trecentomila anfore di quasi tutti i tipi di vino, ognuna di esse era curata e coccolata. Nulla veniva trascurato, la forma dei vasi veniva sottoposta ad attenti esami, e le anfore troppo panciute erano proibite.

## Riferimenti archeologici

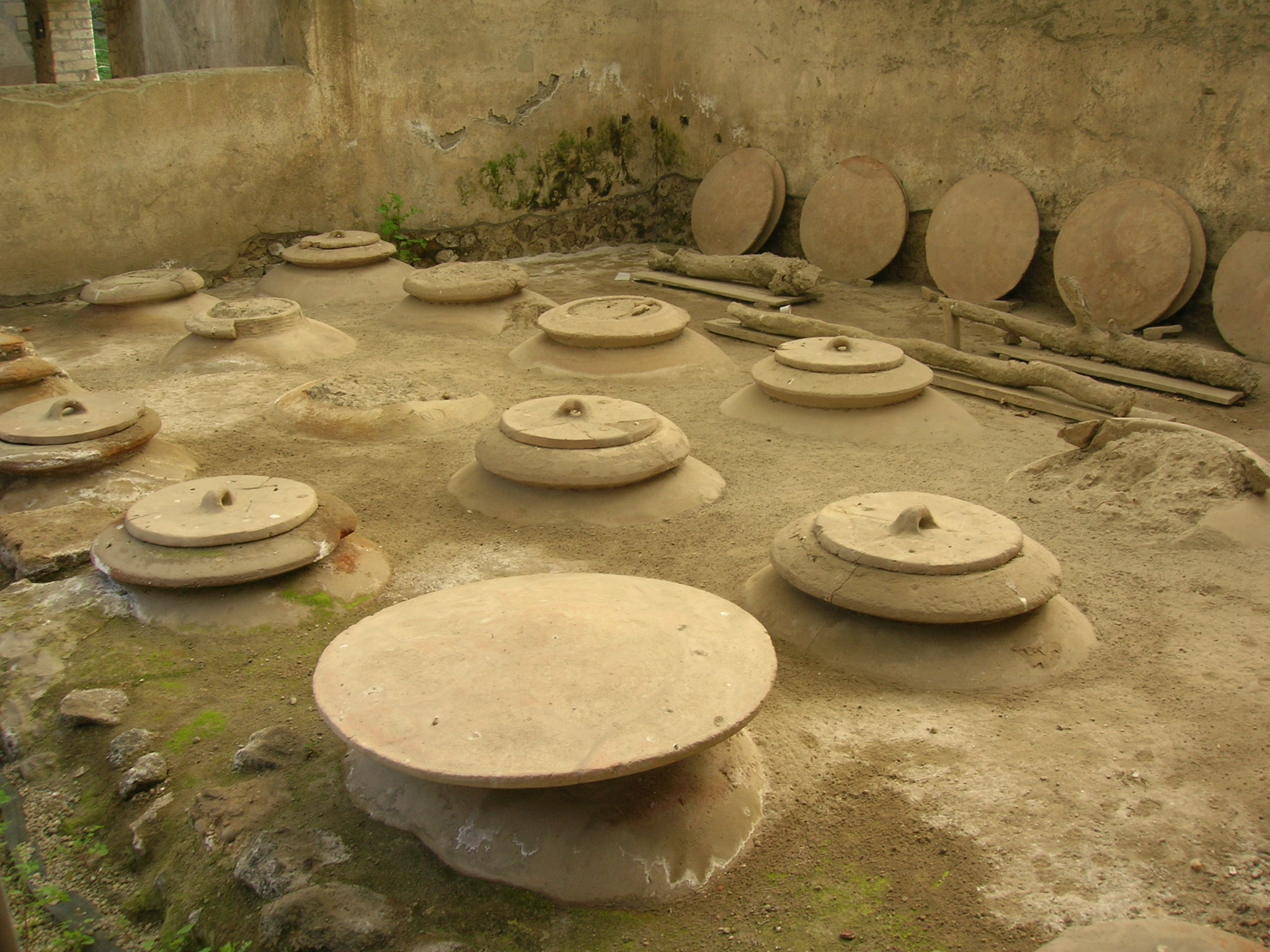
Villa Regina 4

Gli scavi del 1985 fino al 2007 a Pompei venne portata alla luce, la Villa Romana di Gaio Olio (Caius Olius), una grande cella vinaria con quarantadue doli, sopraelevata rispetto al piano di campagna e accessibile mediante tre gradini. Alcuni dei doli recano bolli attestanti l'origine urbana da parte di essi. Su due lati della cella si dispongono ambienti di servizio, in opera incerta di calcare del Sarno, pietra lavica e tufo nocerino. Nella stessa area sono gli ambienti destinati alla lavorazione dell'uva per la produzione del vino che invece erano più grandi, con un'ampia cella vinaria dove erano presenti i contenitori di conservazione per il vino (dolia). Era inoltre presente un grosso torchio e la vasca utilizzata per la fermentazione del mosto (lacus). Dimostrazione del fatto che la cella vinaria veniva utilizzata per vari servizi e non solo per la conservazione del vino come si è pensato precedentemente.
Spesso, in epoca medievale, la cella vinaria, in ambito farmaco-monastico, esattamente come il vino, aveva un'importanza fondamentale nella preparazione dei medicinali.
Il vino veniva utilizzato come solvente e la cella vinaria era un “ricovero” per lo stesso. Questa particolarità viene ricordata da un cartello all'interno della farmacia del monastero di san Giovanni Evangelista a Parma sopra la porta che dà sulla scala per raggiungere la cella vinaria. Dice HAC AD CELLAM VINARIA DESCENSS CAVE NE INCERTUS ASCENDAS (“Di qua si va alla cella vinaria: bada di non salire vacillante.”)

## Medioevo
In epoca medievale la cella vinaria prende varie forme a seconda degli usi e costumi delle rispettive zone italiane. Nel sud Italia veniva generalmente scavata completamente nel tufo (famose sono le celle di Matera) per produrre e conservare il famoso vino, molto apprezzato nelle corti italiane del Medio Evo e del Rinascimento, tanto da essere conosciuto come “il vino dei papi e dei re”. Non va infatti dimenticato che molte delle numerosissime cavità orvietane sono da sempre utilizzate come cantine, dato che possiedono ancora oggi le tre caratteristiche fondamentali per una buona conservazione del vino: 
- una temperatura costante durante tutto l'anno,
- buio, per non alterare il processo di decantazione,
- silenzio, per non attivare l'intorbidimento.

Generalmente, nel resto dell'Italia venivano recuperate le celle vinarie di epoca romana e riadattate alle esigenze, in altri casi scavate nel terreno o adibite zone in ombra delle abitazioni.

## Tecniche di conservazione
Bisogna ricordare che un importante oggetto legato alla cella vinaria: l'anfora o dolia era elemento essenziale all'economia della cella. È il recipiente più antico usato per conservare e trasportare derrate alimentari solide e liquide. Il suo uso risale ai primordi delle civiltà mediterranee. Presso i Greci e i Romani, l'anfora era per lo più di terracotta, ma ne esistevano esemplari di marmo, alabastro, vetro o metalli preziosi. La parte inferiore del recipiente terminava a punta, e serviva per conficcarlo e mantenerlo in posizione verticale sia nella sabbia della cantina che nei banconi forati delle stive delle navi. In alcuni casi, la parte inferiore dell'anfora era ricoperta di vimini, rappresentando così il primo rudimentale esempio di damigiana. Le anfore di forma grezza contenevano ogni tipo di derrate, mentre quelle costruite con accorgimenti particolari erano destinate al trasporto e alla conservazione di varie sostanze come uva, olio, miele. L'interno dell'anfora da vino era impermeabilizzato con pesce e resine, e l'imboccatura chiusa con un tappo di sughero spalmato di pece, argilla o mastice. Sulla superficie esterna si trovavano frequenti iscrizioni, dapprima si tracciava il nome del produttore, in seguito anche l'annata e il nome del vino (anphora litterata). È noto che presso Greci ed Etruschi le anfore recavano anche decorazioni figurative nere e rosse, mentre nel mondo romano, dove fra le iscrizioni spiccava il nome del console in carica, per dare maggior aroma al vino la parete interna era strofinata con mandorle amare o altra sostanza.